# Opistophthalmus opinatus
Espèce
Synonymes
- Mossamedes opinatus Simon, 1888
- Opisthophthalmus opinatus bradfieldi Hewitt, 1931

Opistophthalmus opinatus est une espèce de scorpions de la famille des Scorpionidae.

## Distribution
Cette espèce est endémique de Namibie.

## Description
Le tronc de la femelle holotype mesure 54 mm et la queue 47,5 mm.

## Systématique et taxinomie
Cette espèce a été décrite sous le protonyme Mossamedes opinatus par Simon en 1888. Elle est placée dans le genre Opistophthalmus par Kraepelin en 1894.

## Publication originale
- Simon, 1888 : Études arachnologiques. 20e Mémoire. XXVIII. Arachnides recueillis dans le sud de l'Afrique par M. le docteur Hans Schinz. Annales de la Société Entomologique de France, sér. 6, vol. 7, p. 369-384 (texte intégral).